# Björn Anderson (ämbetsman)
Björn Håkan Anderson, född 20 november 1958, är en svensk jurist och ämbetsman.

## Biografi
Björn Anderson har en bakgrund som bankjurist och anställdes 1995 vid Statens fastighetsverk. Han var chefsjurist där och vikarierande generaldirektör från 1 mars 2013; 24 juli 2014 utsågs han till generaldirektör på ett förordnande till 2020. Efter misstankar om korruption vid myndigheten fick Anderson lämna arbetet som generaldirektör tillfälligt den 26 januari 2017 och permanent den 9 mars 2017.
 Regeringen utsåg Birgitta Böhlin till vikarierande generaldirektör. Björn Andersson omplacerades emellertid formellt sett aldrig av regeringen utan uppbar lön från Statens fastighetsverk fram till dess att hans förordnande som generaldirektör löpte ut. Andersson åtalades sedermera för tjänstefel då han enligt åklagaren underlåtit att anmäla korruptionsmisstankarna mot chefer inom myndigheten till Personalansvarsnämnden. Den 3 februari 2021 frikändes Anderson från åtalet om tjänstefel.